# Río Llizán
Río Llizán es un curso natural de agua que nace al lado poniente de la frontera internacional de la comuna de Panguipulli, en la Región de los Ríos hasta desembocar en el río Liquiñe, que aguas abajo pasa a llamarse río Cua-Cua.

## Trayecto
El río Llizán tiene por tributarios a los ríos Epulaquén y Carranco, y desde el norte, el río Reyehueico.: 473 
El Río Llizán nace en el extremo oriente del sector cordillerano de la comuna de Panguipulli, al sur este del Volcán Quetrupillán, recibe las aguas del estero Zallel en sus inicios y del río Changlil. Este río fluye en sentido norte a sur, pasando por el caserío de Paimún y luego se desvía hacia el surponiente en el sector de Rañintuleufú hasta juntarse con el Río Rañintuleufú donde pasa a denominarse río Liquiñe. En este tramo el río va paralelo a la ruta T-435.

## Historia
Luis Risopatrón lo describe en su Diccionario jeográfico de Chile (1924):: 493 
Llizán (Río). 39° 42’ 71° 44’ Recibe las aguas de las faldas W del cordon limitáneo con la Arjentina, corre hácia el S de bosquetes impenetrables i se vácia en la parte superior del rio Cuacuam, tributario del Lago Neltume.